# John Russell Pope

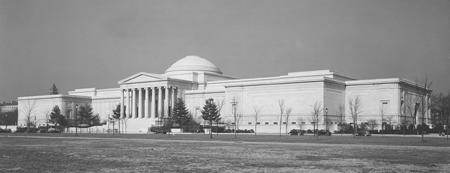
West Building of the National Gallery of Art

John Russell Pope (24 de abril de 1874 – 27 de agosto de 1937) foi um arquitecto norte-americano cuja agência é amplamente conhecida pela concepção do edifício do National Archives and Records Administration (concluído em 1935), pelo Jefferson Memorial (concluído em 1943) e pelo West Building of the National Gallery of Art (concluído em 1941), todos em Washington, D.C.. Depois de longas viagens pela Europa meridional, Russell Pope refez a arquitetura georgiana; os seus trabalhos alternam ainda entre os revivalismos do Gótico, século XVIII francês e estilos clássicos.
Foi o primeiro a receber o prix de Rome americano pela participação na recém-fundada American Academy in Rome, um local de especialização para projetistas do "American Renaissance". Pope permaneceria envolvido com a Academia até à sua morte.

## Obra
- House of the Temple, Washington, D.C., projetado no início do século XX;
- National Gallery of Art, Washington, D.C., concluído em 1941;
- Jefferson Memorial, Washington, concluído em 1943;
- McCormick House[2], residência do embaixador brasileiro em Washington, D. C., concluída em 1931.